# Obroki (wieś w województwie lubelskim)
Obroki – wieś w Polsce, położona w województwie lubelskim, w powiecie kraśnickim, w gminie Wilkołaz.
| SIMC    | Nazwa      | Rodzaj    |
| ------- | ---------- | --------- |
| 0393206 | Żurawiniec | część wsi |

Nieoficjalnie mieszkańcy wsi dzielą ją jeszcze na: Obroki "przy szosie", "za szosą" i "za torami".
W latach 1975–1998 miejscowość położona była w ówczesnym województwie lubelskim. Według Narodowego Spisu Powszechnego Ludności i Mieszkań przeprowadzonego w marcu 2011 roku wieś miała 259 mieszkańców. 
Do czasu wybuchu II wojny światowej w skład majątku wchodziły m.in. dwór i park. Do dziś zachował się dwór, który obecnie jest własnością prywatną i wymaga remontu.
W Obrokach swoje źródła ma rzeczka  Nędznica, która zasila leśne jeziorko Żurawiniec, nad którym według legendy miał się zatrzymać na popas koni król Stefan Batory z hetmanem wielkim koronnym Janem Zamoyskim i sekretarzem królewskim Janem Kochanowskim jadąc do swego zamku w Batorzu.
Wierni Kościoła rzymskokatolickiego należą do parafii św. Jana Chrzciciela w Wilkołazie.